# Вільям Джіок
Вільям Френсіс Джіок (англ. William Francis Giauque; 12 травня 1895, Ніагара-Фолс, Канада — 28 березня 1982, Берклі, Каліфорнія) — американський фізико-хімік, член Академії мистецтв і наук США і Національної АН.

## Біографія
Вільям Френсіс Джіок народився в м. Ніагара-Фолі, штат Онтаріо, Канада, і був старшим з трьох синів Ізабелли Джейн Джіок (до шлюбу Дункан) і Вільяма Текумсе Шермана Джіок, які мали громадянство США. До 1908 р. родина жила в Мічигані, але після смерті батька Джіок вони повернулися до Канади. Після закінчення Ніагара-Фолського академічного інституту Джіок протягом двох років працював у лабораторії компанії «Хукер електрокемікал» в Ніагара-Фолі. Вирішивши стати інженером-хіміком, він поступив в Каліфорнійський університет в Берклі, а в 1920 р., з відзнакою склавши іспити, здобув ступінь бакалавра з хімії.
Залишений на роботі в Берклі, Джіок продовжив фундаментальні дослідження під керівництвом видатних хіміків Дж.Н. Льюїса і Г.Є. Гібсона. За дисертацію, присвячену дослідженням властивостей матеріалів при наднизьких температурах, Джіоку в 1922 р. був присуджений докторський ступінь з хімії та фізики. Відразу ж після цього він стає викладачем хімічного факультету в Берклі, де і залишався протягом усієї своєї наукової кар'єри, ставши в 1927 р. асистент-професором, в 1930 р. — ад'юнкт-професором, в 1934 р. — повним (дійсним) професором і в 1962 р. — почесним професором.
На думку колег, Джіок був справжнім «тягловим конем» і мало прагнув вирватися з лабораторії та класної кімнати. «Я один з тих щасливих людей, які знаходять задоволення у своїй роботі», — сказав він одного разу. Джіок помер 29 березня 1982 у м. Окленді (штат Каліфорнія).

## Наукові дослідження
Інтереси Джіок концентрувалися на властивостях і поведінці матерії при наднизьких температурах, на тих галузях науки, які зачіпали принципи термодинаміки. Цей розділ фізики був розвинений у XIX ст. в процесі конструювання ефективних машин, в яких гарячі гази використовували для здійснення корисної роботи.
У першому десятилітті XX ст. температура близько 1 К була досягнута в лабораторних умовах. Метод, який запропонував данський фізик Гейке Камерлінг-Оннес, ґрунтувався на випаровуванні рідкого гелію при низькій температурі у вакуумі. 1924 року Джіок запропонував метод, який дозволив отримувати навіть нижчі температури і який ґрунтувався на феномені, відомому як адіабатичне розмагнічування.
Адіабатична система - це система, яка не отримує теплоти ззовні і не віддає її. Парамагнітні речовини, такі, як іони рідкісноземельних і перехідних металів, містять магнітні диполі завдяки спіну неспарених електронів. Джіок пояснював це так: «Їх нормальний стан — це стан невпорядкованості, яке відповідає якійсь величині ентропії. Коли накладається досить потужне магнітне поле, магнітики шикуються в лінію і ентропія знижується». А оскільки будь-який процес, що супроводжується зміною ентропії, може бути використаний для отримання тепла або холоду, то це привело Джіока до думки, що адіабатичне розмагнічування може дати можливість створити метод отримання нижчих температур, ніж методи з використанням рідкого гелію.
Протягом восьми років Джіок і його співробітники в Берклі конструювали обладнання, необхідне для адіабатичного розмагнічування. У 1933 р., використовуючи сульфат гадолінію, Джіок і його колега Дункан Макдугол досягли температури, рівної 0,25 К. Для вимірювання температури нижче 1 К Джіок винайшов термометр, оснований на вимірюванні електричного опору аморфного вуглецю. Цей метод магнітного охолодження надав додаткові докази правильності третього закону термодинаміки і мав саме різне промислове застосування, включаючи поліпшення якості каучуків, бензину і скла.
Джіок порівняв значення ентропії, отримані методом адіабатичного розмагнічування, із спектроскопічними даними. Разом зі студентом Герріком Джонстоном він в Берклі спектроскопічно ідентифікував два раніше невідомих ізотопи кисню-17 і -18. Ядра більшості атомів кисню містять 8 протонів і 8 нейтронів. Ці ж ізотопи кисню містили один або два додаткові нейтрони, присутність яких призвела до незначних, але важливих змін їх фізичних властивостей. До відкриття Джіока кисень-16 використовувався хіміками як стандарт для визначення атомної ваги. Відкриття ізотопів кисню привело до зміни шкали атомних ваг. Вернер Гейзенберг передбачив, що молекули водню можуть існувати у двох різних формах залежно від відносної орієнтації молекулярних ядер. Експериментальні спостереження Джіока підтвердили це теоретичне припущення.
Протягом другої світової війни Джіок брав участь у військових наукових програмах. Він сконструював електромагніти з потужним полем і пересувні блоки для виробництва рідкого кисню.

## Нагороди
У 1949 р. Джіок був нагороджений Нобелівською премією з хімії «за внесок в хімічну термодинаміку, особливо в ту її галузь, яка вивчає поведінку речовин при екстремально низьких температурах». На думку члена Шведської королівської академії наук Арне Тіселіуса, який вручав нагороду, «досягнення Джіок в галузі хімічної термодинаміки і особливо його робота з поведінки матерії при низьких температурах ... є одним з найважливіших внесків в сучасну фізичну хімію».
Після отримання Нобелівської премії Джіок продовжував залишатися активним дослідником у Каліфорнійському університеті в області низьких температур і лише за рік до смерті припинив наукову діяльність.
Крім Нобелівської премії, Джіок був нагороджений медаллю Чарлза Фредеріка Чендлера Колумбійського університету (1936), медаллю Крессона Франкліновського інституту (1937) і медалями Уілларда Гіббса (1951) і Джілберта Ньютона Льюїса (1956) Американського хімічного товариства. Він був членом американської Національної академії наук, Американського філософського товариства, Американського хімічного товариства, Американського фізичного товариства і Американської академії наук і мистецтв. Йому були присвоєні почесні ступені Колумбійського і Каліфорнійського університетів.

## Родина
У 1932 р. Джіок одружився з Мюріель Френсіс Ешлі, фізика за фахом, що проводила ботанічні дослідження. Подружжя мало двох синів.